# MK 84
Bom MK-84 là loại bom công dụng chung, nổ phá lớn nhất trong loạt bom ký hiệu MK 80 của Hoa Kỳ (bao gồm các bom: bom MK 81, Bom MK-82, Bom MK-83, Bom MK-84). MK-84 là loại bom đã được đưa vào sử dụng trong chiến tranh Việt Nam, nó còn được gọi với cái tên "Hammer" vì sức mạnh của nó.
Về danh nghĩa, theo tên gọi, bom MK-84 nặng 2.000 pound (908 kg), nhưng khối lượng thực tế của nó tùy thuộc vào các loại cánh ổn định mà nó dùng và ngòi bom, khối lượng thực tế của nó khoảng từ 1.972 LB (896 kg) đến 2.083 (947 kg). Thân bom Mk-84 có hình dạng thuôn để tạo nên dạng khí động học cho nó có thể bay ổn định, dễ thả bom. Thân bom có chứa 945 LB (429 kg) thuốc nổ Tritonal.
Bom MK-84 khi nổ có khả năng tạo thành một hố có chiều rộng 15,2 m và sâu 11 m. Nó có thể xuyên sâu tới 380 mm vào bề mặt kim loại hay 3.3 m với bê tông. Tùy vào độ cao thả bom, bán kính sát thương dày đặc của nó khoảng 366 m.
Nhiều loại bom MK-84 đã được cải tiến lại bằng cách thêm một bộ dẫn hướng JDAM để tăng độ chính xác và độ tin cậy thả bom. Có các kiểu bom dẫn hướng chính xác được cải tiến từ bom MK-84 gồm Bom GBU-10 và bom dẫn hướng bằng Laze GBU-24, Bom GBU-15 (bom dẫn hướng bằng quang- điện tử) và bom thông minh GBU-31 JDAM.